# Holger Schlepps
Holger Schlepps (4 aprile 1972) è un ex tuffatore tedesco.

## Biografia
La sua squadra di club è stata il TSC Berlino.
Ai campionati europei di nuoto di Siviglia 1997 si è laureato campione continentale nel sincro 3 metri, gareggiando al fianco di Alexander Mesch. Ha inoltre ottenuto la medaglia d'argento nel trampolino 1 metro, concludendo la gara alle spalle del connazionale Andreas Wels.
Ai mondiali di Perth 1998 ha ottenuto l'argento nel sincro 3 metri con Alexander Mesch ed il bronzo nel trampolino 1 metro, completando il podio formato dal cinese Yu Zhuocheng e dallo statunitense Troy Dumais.
Agli europei di Istanbul 1999 ha vinto l'argento nel sincro 3 metri, sempre con Alexander Mesch. La coppia ha chiuso dietro gli italiani Nicola Marconi e Donald Miranda.
Dopo il ritiro dall'attività agonistica, dal 2016 al 2020 è entrato a far parte del Comitato tecnico dei tuffi della Lega europea del nuoto (LEN).  Ricoprendo anche il ruolo di giudice di gara nelle competizioni sotto l'egida della Federazione internazionale del nuoto (FINA).
È stato selezionato come giudice ai Giochi olimpici di Tokyo 2020.

## Palmarès
- Mondiali

Perth 1998: argento nel sincro 3 m; bronzo nel trampolino 1 m:
- Europei di nuoto

Siviglia 1997: oro nel sincro 3 m; argento nel trampolino 1 m;
Istanbul 1999: argento nel sincro 3 m;